# Mazda 121
Mazda 121 – przedsiębiorstwo Mazda używało symbolu 121 do oznaczenia różnych modeli swoich samochodów w latach 1975–2001:
- 1975–1981 – duży luksusowy samochód, nazwa Mazdy Cosmo na rynkach eksportowych;
- 1986–1991 – europejska wersja eksportowa samochodu Ford Festiva;
- 1991–1995 – europejska wersja eksportowa samochodu Autozam Revue;
- 1996–2001 – europejska wersja eksportowa samochodu Mazda Demio (w krajach, w których nie sprzedawano wcześniej modeli nazywanych 121);
- 1996–2001 – model bliźniaczy Forda Fiesty czwartej generacji, sprzedawany w Europie.

## Mazda 121 (1975 – 1981)

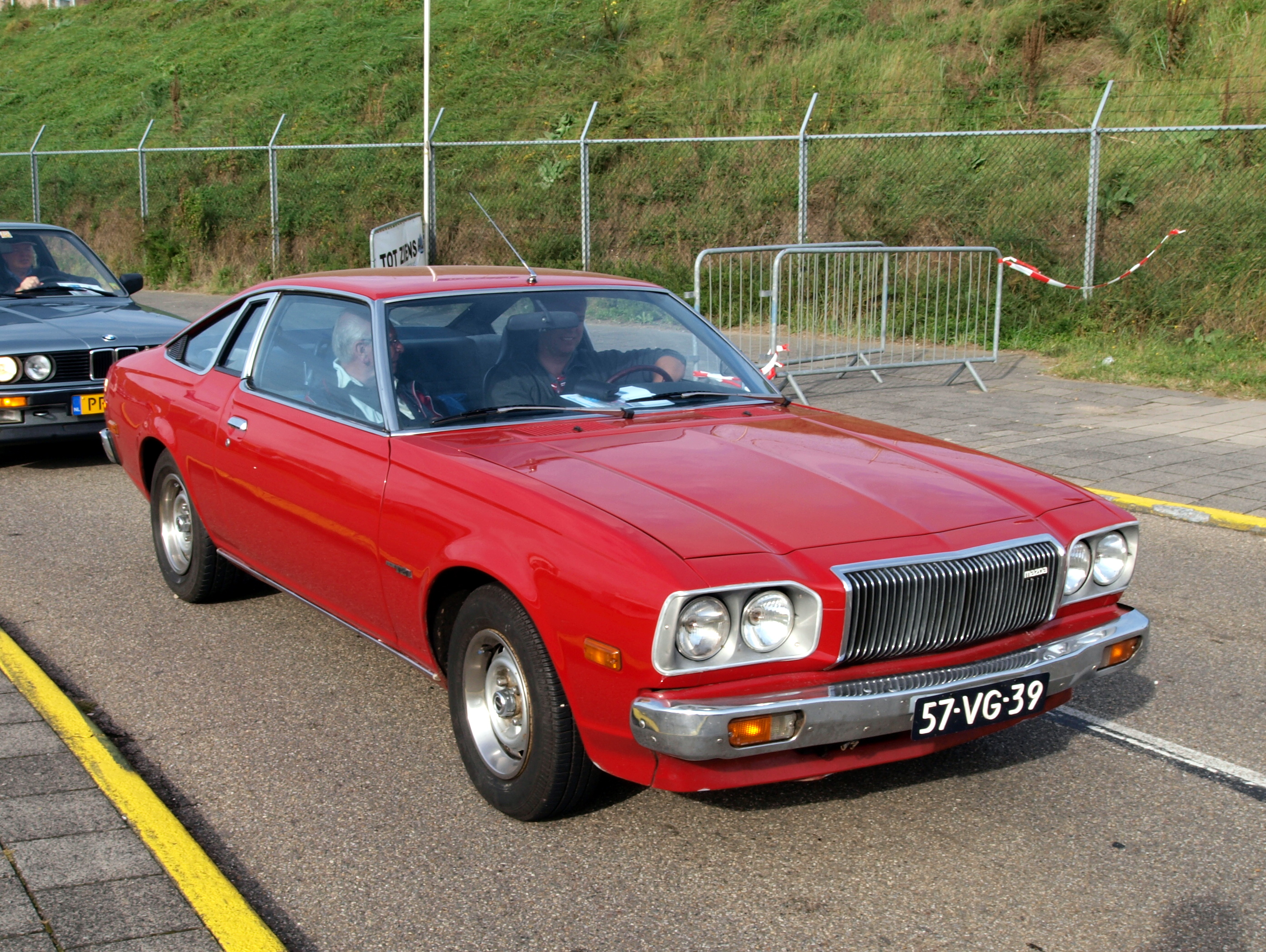
Mazda 121 (personal luxury car)

## Mazda 121 (DA) (1986 – 1991)

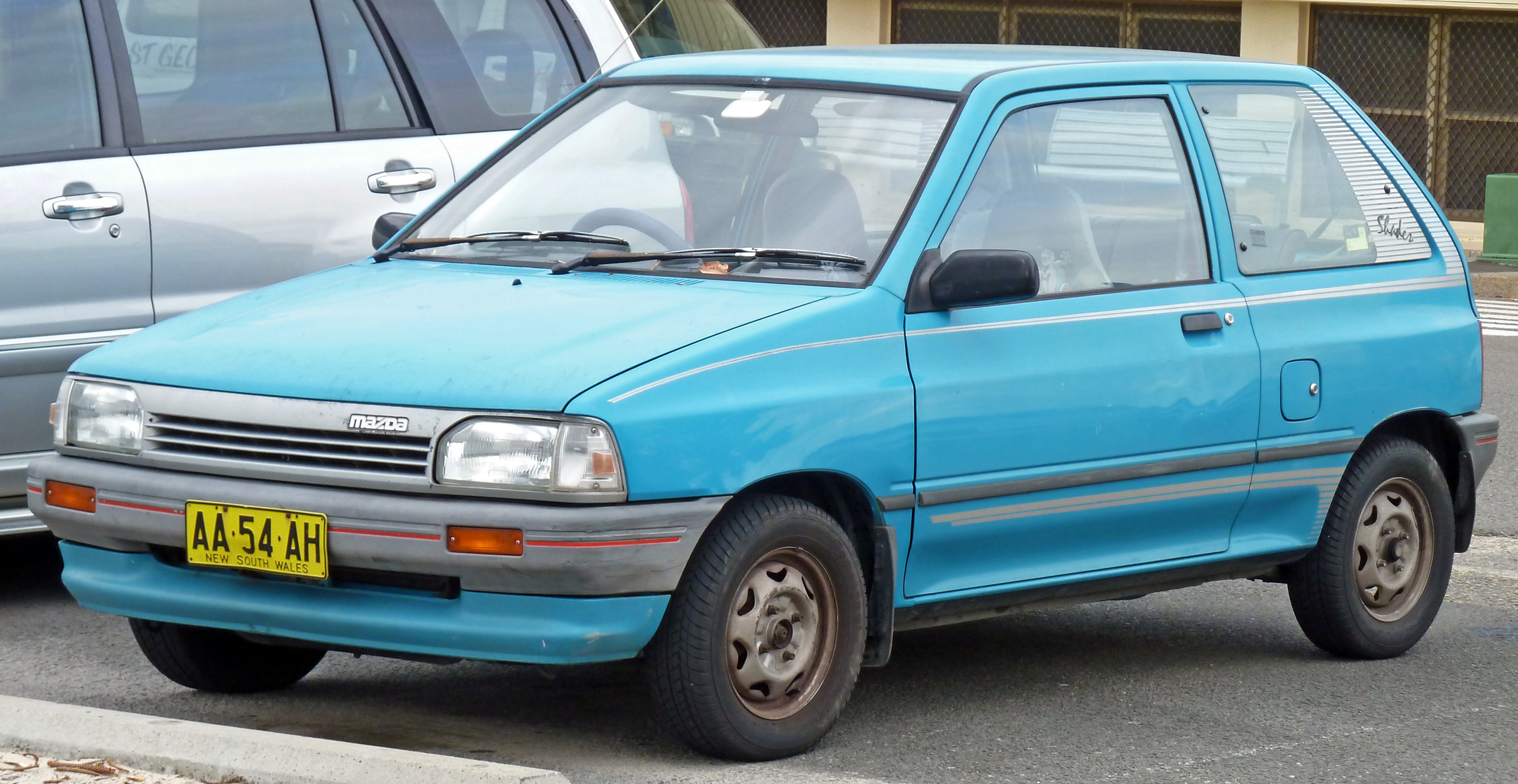
Mazda 121 (DA)

W 1986 roku Mazda posiadała w swoich szeregach kilka ciekawych modeli, jednak rynek potrzebował czegoś mniejszego dla europejskiego rynku. Ford, który miał duże udziały Mazdy, sprzedawał już Fiestę, dlatego japońska marka stworzyła nową 121, która odpowiadała potrzebom rynku.
Pierwsze Mazdy 121 charakteryzowały się małym rozmiarem, praktycznością i niską ceną. Cały samochód był zaprojektowany i zbudowany tak, by był jak najtańszy w produkcji. Wyemitowano również wersję z otwieranym dachem (kabriolet). Jeśli chodzi o wnętrze, było kilka możliwych wersji do wyboru, ale każda zawierała radio stereo i regulowaną kolumną kierownicy. Samochód zaprojektowano z przesuwaną tylną kanapą, dzięki czemu samochód mógł uzyskać więcej miejsca w bagażniku, który miał bardzo małą pojemność.
Jeśli chodzi o silnik, w Australii Mazda 121 oferowała pojemność 1,3, a w wersji europejskiej 1,1.

## Mazda 121 (DB) (1991 – 1995)

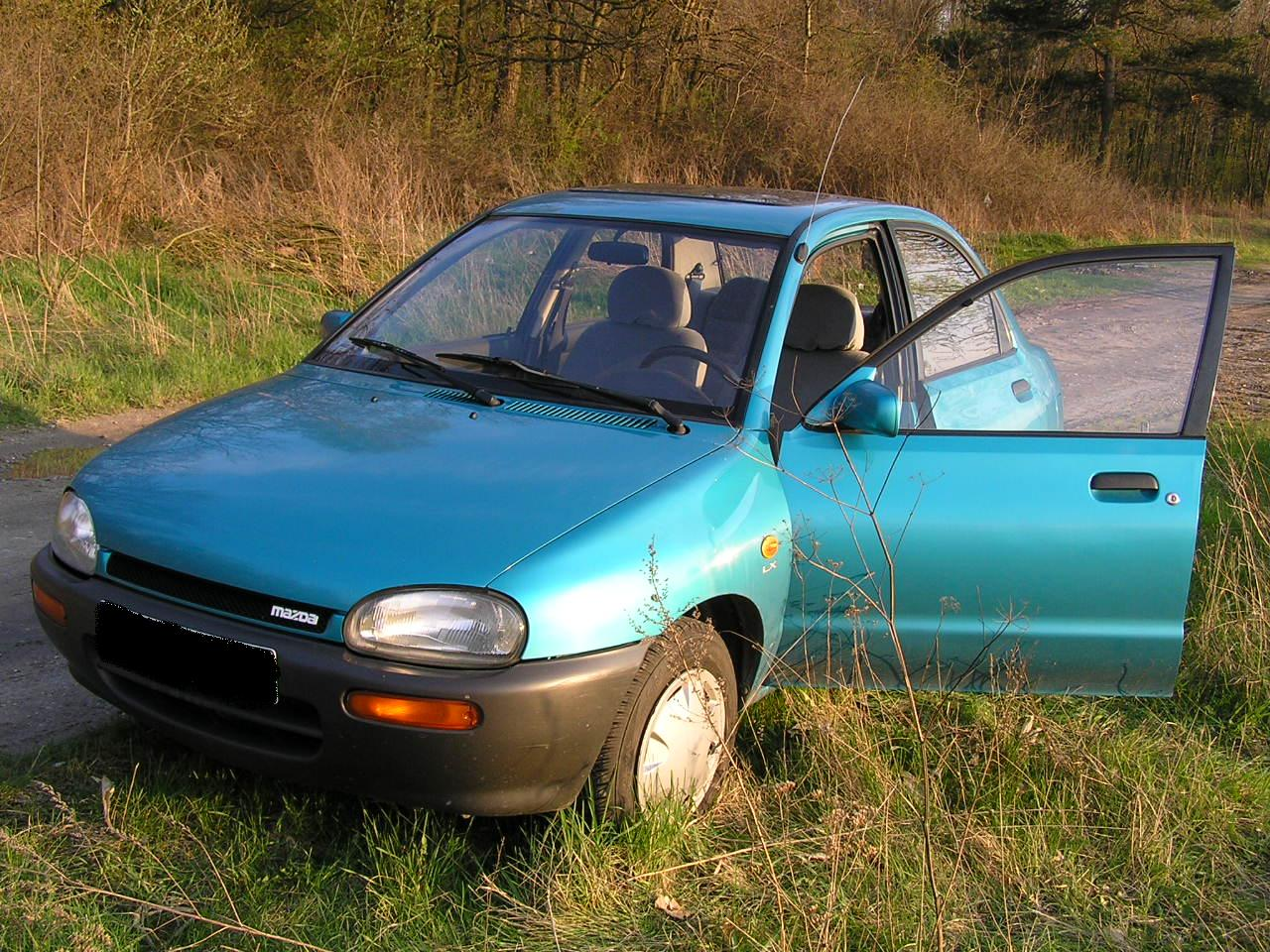
Mazda 121 (DB)

Trzecia generacja Mazdy 121 pojawiła się w 1991 roku. Był to sedan, który zaprojektowany został z myślą o jeździe miejskiej.
Z zewnątrz był to zaokrąglony pojazd, o niskim zawieszeniu i wysokim suficie. Ciekawym dodatkiem były plastikowe zderzaki w kolorze nadwozia. Wewnątrz zaskakiwała ilość miejsca, gdyż komfortowo mogły się nim pomieścić cztery dorosłe osoby. Deska rozdzielcza była prosta, jednak stosunkowo nisko umieszczona, co przeszkadzało kierowcom. Zestaw zawierał białe wskazówki na jasnoniebieskim tle. Samochód nie posiadał wspomagania kierownicy, co było ewenementem w 1991 roku.
W zależności od silnika i kraju model 121 był dostępny z 4-biegową automatyczną skrzynią biegów lub 5-biegową manualną.

## Mazda 121 (DW) (1996 – 2001)

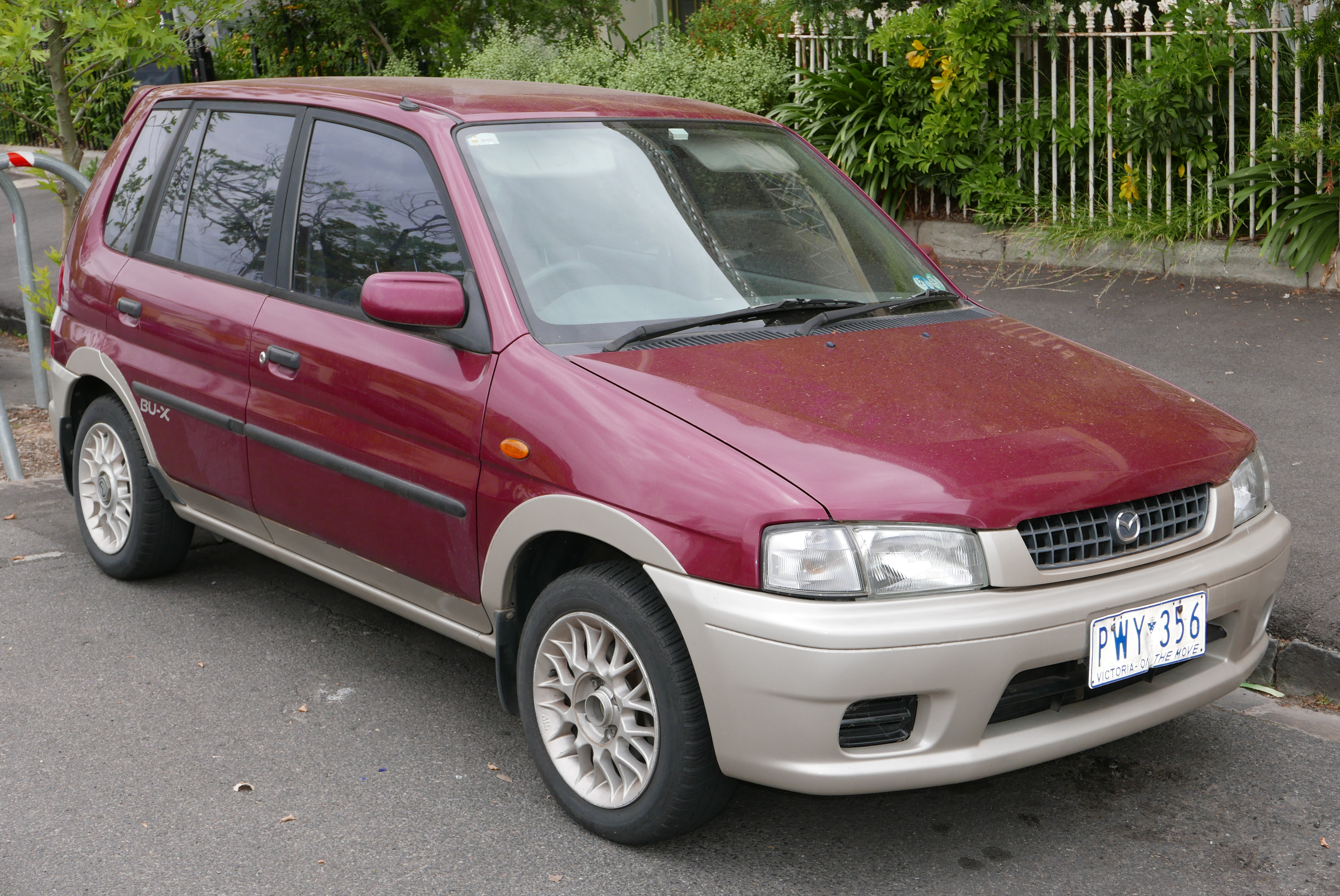
Mazda 121 (DW)

## Mazda 121 (1996 – 2001)

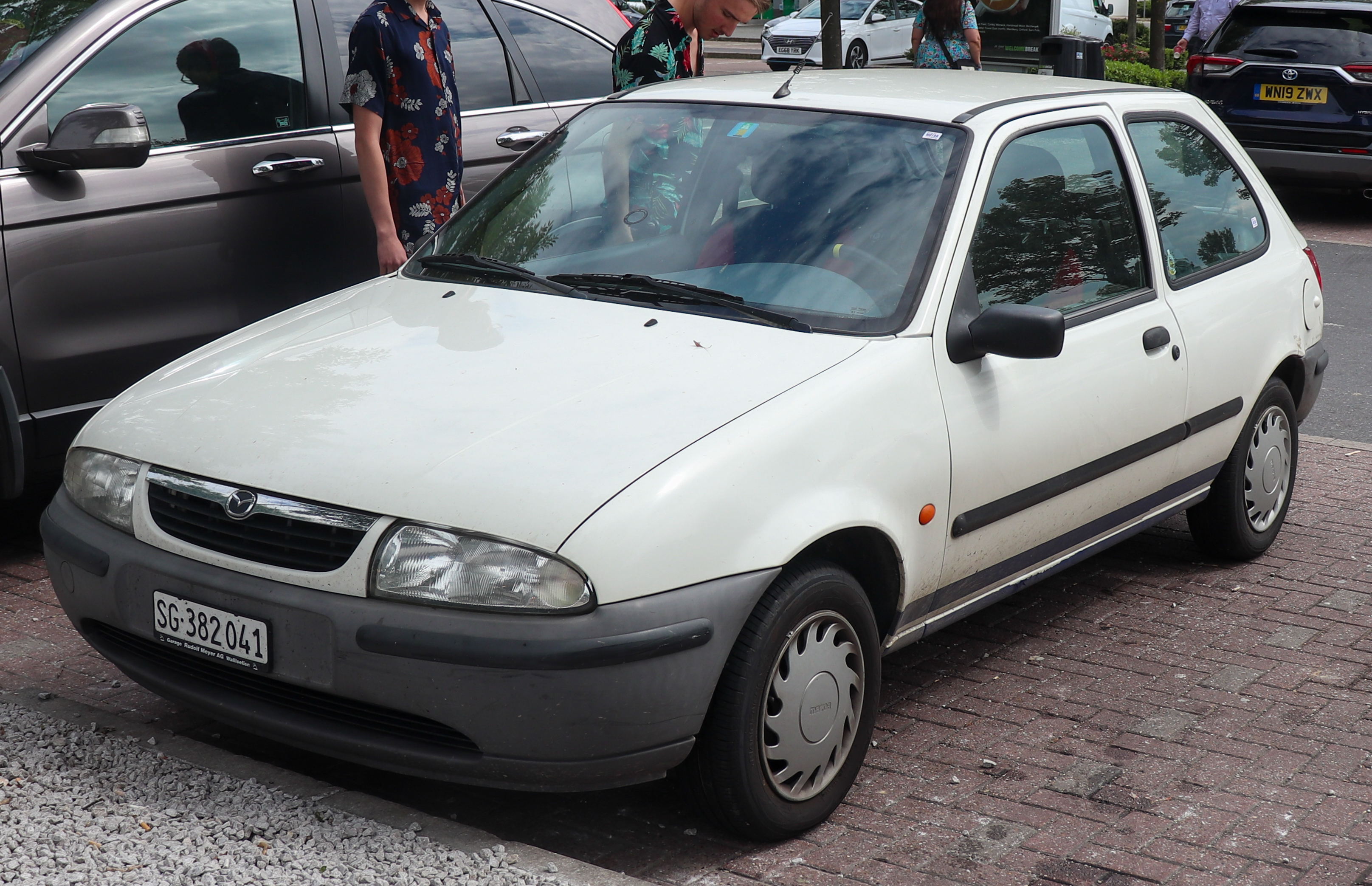
Mazda 121

### Silniki
Samochód dostępny był z trzema silnikami do wyboru:

#### 1.2 16V
- wielopunktowy wtrysk paliwa;
- moc: 75 KM przy 5200 obr./min;
- maks. moment obrotowy: 110 Nm przy 4000 obr./min;
- przyspieszenie 0 – 100 km/h: 12,7 s;
- prędkość maks.: 190 km/h, ograniczona elektronicznie.

#### 1.3
- starsza konstrukcja od wersji 1.2 16V;
- moc: 60 KM
- przyspieszenie 0 – 100 km/h: 15 s;
- prędkość maks.: 160 km/h;
- zużycie paliwa: ok. 5,5 l/100 km.

#### 1.8 Diesel
- moc: 60 KM przy 4800 obr./min;
- maks. moment obrotowy: 110 Nm przy 2500 obr./min;
- przyspieszenie 0 – 100 km/h: 17,4 s;
- prędkość maks.: 155 km/h;
- zużycie paliwa: ok. 5 l/100 km.

### Nadwozie
- karoseria jest taka sama, jak Forda Fiesty (różni się od niej tylko atrapą chłodnicy, znaczkiem firmowym oraz dodatkowym elementem na klapie bagażnika);
- pojemność bagażnika: 250 litrów.

### Zawieszenie
- kolumny MacPhersona, z tyłu dodatkowo oś podatna.